# R&G (Rhythm & Gangsta): The Masterpiece
R&G (Rhythm & Gangsta): The Masterpiece – siódmy solowy album Snoop Dogga. Album został wydany w 2004 roku, sprzedał się w nakładzie 2,7 mln kopii.

## Lista utworów
| Nr | Tytuł                                                       | Wykonawcy                                   |
| -- | ----------------------------------------------------------- | ------------------------------------------- |
| 1  | (Intro) I Love to Give You Light                            | Snoop Dogg                                  |
| 2  | Bang Out                                                    | Snoop Dogg                                  |
| 3  | Drop It Like It’s Hot                                       | Snoop Dogg Pharrell                         |
| 4  | Can I Get a Flicc Witchu/Every Dogg Has His Day (Interlude) | Snoop Dogg Bootsy Collins                   |
| 5  | Ups & Downs                                                 | Snoop Dogg Bee Gees                         |
| 6  | The Bidness                                                 | Snoop Dogg                                  |
| 7  | Snoop D.O. Double G                                         | Snoop Dogg                                  |
| 8  | Let’s Get Blown                                             | Snoop Dogg Pharrell Keyshia Cole            |
| 9  | Step Yo Game Up                                             | Snoop Dogg Lil Jon Trina                    |
| 10 | Perfect                                                     | Snoop Dogg Charlie Wilson Pharrell          |
| 11 | WBALLZ (Interlude)                                          | Snoop Dogg                                  |
| 12 | Fresh Pair of Panties On                                    | Snoop Dogg                                  |
| 13 | Promise I/Say What Again (Interlude)                        | Snoop Dogg                                  |
| 14 | Oh No                                                       | Snoop Dogg 50 Cent                          |
| 15 | Can U Control Yo Hoe                                        | Snoop Dogg Soopafly                         |
| 16 | Signs                                                       | Snoop Dogg Charlie Wilson Justin Timberlake |
| 17 | I’m Threw Witchu                                            | Soopafly                                    |
| 18 | Pass It Pass It                                             | Snoop Dogg Pharrell Keyshia Cole            |
| 19 | Girl Like U                                                 | Snoop Dogg Nelly                            |
| 20 | No Thang on Me                                              | Snoop Dogg Bootsy Collins                   |

## Single
- „Drop It Like It’s Hot”
- „Let’s Get Blown”
- „Signs”
- „Ups & Downs”
- „Step Yo Game Up” (tylko Australia)

## Producenci
- The Neptunes
- Hi-Tek
- The Alchemist
- Jonathan Rotem
- Warryn Campbell